# Seriatopora stellata
Espèce
Statut CITES
Seriatopora stellata est une espèce de coraux appartenant à la famille des Pocilloporidae.